# Usera
Usera - jest jednym z 21 dystryktów wchodzących w skład Madrytu. Jego granice administracyjne w obrębie Madrytu wyznacza od wschodu rzeka Manzanares. 

## Podział administracyjny
Tetuán dzieli się administracyjnie na 7 dzielnic:
- Orcasitas
- Orcasur
- San Fermín
- Almendrales
- Moscardó
- Zofío
- Pradolongo